# (3092) Heródoto
(3092) Heródoto es un asteroide que forma parte del cinturón exterior de asteroides y fue descubierto el 24 de septiembre de 1960 por Ingrid van Houten-Groeneveld, Cornelis Johannes van Houten y Tom Gehrels desde el observatorio del Monte Palomar, Estados Unidos.

## Designación y nombre
Heródoto se designó al principio como 6550 P-L.
Posteriormente, en 1986, fue nombrado en honor del historiador griego Heródoto (484-425 a. C.).

## Características orbitales
Heródoto orbita a una distancia media del Sol de 3,53 ua, pudiendo acercarse hasta 3,099 ua y alejarse hasta 3,96 ua. Tiene una inclinación orbital de 10,94 grados y una excentricidad de 0,1219. Emplea en completar una órbita alrededor del Sol 2422 días.

## Características físicas
La magnitud absoluta de Heródoto es 11,3. Tiene 35,07 km de diámetro y se estima su albedo en 0,0572.